# 乳浊液
乳濁液（英語：emulsion）也称为“乳液”、“乳剂”、“乳狀液”或“乳化液”，是指一相液体以微小液滴状态分散于另一相液体中形成的非均相液体分散体系。由油和水混合组成的乳浊液根据连续相和分散相不同，分成油包水型乳剂和水包油型乳剂，前者连续相为油脂，分散相为水溶液，后者连续相为水溶液，分散相为油脂；除了上述这两类乳剂之外，还有复合乳剂。
油相、水相和乳化剂是乳剂的主要组成成分，药物根据自身的物理性质分散在水相或者油相；乳化剂应具有显著的表面活性；能在液滴周围形成界面膜；能在液滴表面形成电屏障；能增加介质粘度；并且还要具有良好的对酸、碱、盐的稳定，无刺激性。

## 乳化剂
乳化剂是用来帮助乳浊液的油相、水相保持悬浮，不至于分层的物质。乳化剂属一种表面活性剂，是通过降低两种溶剂中间界面的表面张力促进结合。和别的表面活性剂意义，乳化剂通常是两亲分子，有亲水和亲油的两个部分。更偏向亲水（也就是说，在油中溶解度更低；或者说，油水平衡系数较低）的乳化剂适合制作油包水型乳剂，反之偏向亲油的乳化剂适合制作水包油型乳剂。
常见的乳化剂有：
- 蛋黄，其中主要的乳化剂是卵磷脂；大豆卵磷脂也是类似的原理
- 芥子，有效成分是种子壳周围的黏质[2]
- 皮克林乳液
- 单双甘油脂肪酸酯（英语：Mono- and diglycerides of fatty acids）：在脂肪甘油三酯的基础上去掉了一个或两个脂肪酸
- 硬脂酰乳酸鈉（英语：Sodium stearoyl lactylate）
- 双乙酰酒石酸单双甘油酯
- 蛋白质：有些蛋白质同时有亲水、亲油部分，因此也可以用。常见的是酪蛋白（酪蛋白酸钙（英语：calcium caseinate）、酪蛋白酸钠）。再制奶酪是通过螯合掉钙离子来使乳酪的酶解酪蛋白重新具有乳化性质。

天然乳化剂多为亲水性胶，可以提高连续相粘度，增加乳剂稳定性，适合配制水包油型乳剂、固体微粒乳化剂、以及辅助乳化剂。

## 製法
乳剂的配置有水中乳化剂法（湿胶法）、油中乳化剂法（乾胶法）、新生皂法、两相交替加入法、机械法（乳匀机、胶体磨、超声乳化法）等。
乳剂属于热力学不稳定体系，经常发生如下变化：分层、絮凝、转相、破乳、酸败等。对乳剂的质量通常用以下指标评定：乳滴的大小、分层现象、乳滴合并速度、稳定常数。
配制乳剂时乳化剂的油水平衡系数值必须与油水两相相协调，因此混合乳化剂一般比单一乳化剂要合适使用，混合乳化剂的油水平衡系数为两种乳化剂油水平衡系数的重量加权平均。

## 外部連結
- 乳劑 （页面存档备份，存于） - 中華百科全書